# GoldenEye
GoldenEye – brytyjski film szpiegowski z 1995 roku o przygodach Jamesa Bonda, wyprodukowany przez Eon Productions. Za jego reżyserię odpowiadał Martin Campbell, a za scenariusz – Jeffrey Caine oraz Bruce Feirstein. W rolę agenta 007 po raz pierwszy wcielił się Pierce Brosnan, a obok niego w rolach głównych wystąpili Sean Bean, Izabella Scorupco, Famke Janssen, Joe Don Baker i Judi Dench. Jest to siedemnasta produkcja wchodząca w skład serii filmów o Bondzie. Był to pierwszy film z serii niewyprodukowany przez Alberta R. Broccolego, gdyż ustąpił on ze swojego stanowiska w Eon Productions i został zastąpiony przez córkę, Barbarę Broccoli wraz z Michaelem G. Wilsonem. Albert nadal był zaangażowany jako konsultant; był to jego ostatni projekt filmowy przed śmiercią w 1996 roku.
W filmie Bond próbuje zapobiec użyciu broni satelitarnej przez byłego agenta MI6, który próbuje spowodować globalną katastrofę.
Film został wydany po sześcioletniej przerwie w serii spowodowanej sporami prawnymi. Z roli Bonda zrezygnował Timothy Dalton, którego zastąpił Brosnan. Zmieniono odtwórcę roli M – aktorka Judi Dench została pierwszą kobietą, która zagrała tę postać, zastępując Roberta Browna. Ponownie obsadzono także rolę Moneypenny – Caroline Bliss została zastąpiona przez Samanthę Bond. Jedynym aktorem, który ponownie wcielił się w swoją rolę, był Desmond Llewelyn, grający Q. Był to pierwszy film o Bondzie nakręcony po rozpadzie Związku Radzieckiego i zakończeniu zimnej wojny, co stanowiło tło dla fabuły. Zdjęcia odbywały się w Wielkiej Brytanii, Rosji, Monte Carlo i Portoryko. Była to pierwsza produkcja serii nakręcona w Leavesden Studios, jak również pierwsza, w której wykorzystano efekty generowane komputerowo.
Film przy budżecie 60 milionów dolarów zarobił na całym świecie ponad 350 milionów dolarów, co jest znacznie lepszym wynikiem niż w przypadku filmów z Daltonem. Otrzymał pozytywne recenzje od krytyków, którzy chwalili rolę Brosnana i uznali go za lepszego od poprzednika. Produkcja otrzymała nominacje do Nagrody Brytyjskiej Akademii Filmowej za „najlepsze specjalne efekty specjalne” i „najlepszy dźwięk”.

## Streszczenie fabuły
Film zaczyna się sceną, w której Bond biegnie koroną zapory, a następnie skacze w dół na bungee. W 1986 roku agenci MI6 James Bond i Alec Trevelyan infiltrują radzieckie zakłady broni chemicznej w Archangielsku. Trevelyan zostaje złapany, a Bond, będąc przekonanym że jego towarzysz zginął z rąk radzieckiego oficera Arkadija Grigorowicza Orumowa, niszczy obiekt i ucieka.
Dziewięć lat później, po rozpadzie Związku Radzieckiego, Bond przechodząc procedurę weryfikacji agentów próbuje powstrzymać Xenię Onatopp, członkinię syndykatu zbrodni Janusa, przed kradzieżą śmigłowca Eurocopter Tiger podczas demonstracji wojskowej w Monte Carlo, co jednak mu się nie udaje. Po powrocie do siedziby MI6 w Londynie Bond nadzoruje personel monitorujący incydent, jaki miał miejsce w stacji Severnaya i zauważa na radarze skradziony helikopter, jednak impuls elektromagnetyczny niszczy śmigłowiec i rosyjskie samoloty bojowe.
Po odkryciu, że wybuch został spowodowany przez satelitę z czasów radzieckich, uzbrojonego w kosmiczną broń o kryptonimie „GoldenEye”, generującą impuls elektromagnetyczny, nowo mianowana M poleca Bondowi zbadanie sprawy. Bond podejrzewa, że w incydent zaangażowany jest Orumow, ponieważ użycie tego systemu broni wymagało wysokiego poziomu dostępu wojskowego. Podróżując do Sankt Petersburga, kontakt Bonda w CIA, Jack Wade, poleca mu, aby spotkał się z byłym agentem KGB Walentinem Żukowskim w celu zorganizowania spotkania z Janusem. Eskortowany na spotkanie przez Onatopp, Bond odkrywa, że syndykat jest prowadzony przez Trevelyana, który upozorował swoją śmierć w Archangielsku. Jako że Bond ustawił zegary bombowe w Archangielsku na 3 minuty zamiast na 6, jak obaj pierwotnie myśleli, Trevelyan przeżył eksplozję z poważnymi bliznami po jednej stronie twarzy.
Poznając historię Trevelyana Bond zdaje sobie sprawę, że Trevelyan szuka zemsty na Wielkiej Brytanii. Bond jednak zostaje uwięziony w skradzionym Tigerze u boku Natalii Simonowej, ocalałej z ataku na stację Severnaya. Uciekłszy z helikoptera, para trafia do aresztu i jest przesłuchiwana przez rosyjskiego ministra obrony Dymitrija Miszkina. Po dyskusji Simonowa dochodzi do wniosku, że Orumow miał udział w użyciu GoldenEye. Dowiaduje się też, że jej kolega programista, Borys Griszenko, również przeżył atak i teraz pomaga Janusowi w obsłudze drugiego satelity. Zanim Miszkin zdąża podjąć odpowiednie kroki, Orumow go zabija i porywa Simonową. Bond ściga ich czołgiem aż do pociągu rakietowego używanego przez Janusa. Na pokładzie znajduje Trevelyana i Onatopp, wraz z Simonową, która jest trzymana jako zakładniczka na rozkaz Trevelyana. Bond zabija Orumowa i ratuje Simonową, lecz Trevelyan i Onatopp uciekają helikopterem. Trevelyan wysadza pociąg w powietrze, ale Bondowi i Simonowej udaje się uciec.
Namierzywszy położenie Griszenki za pomocą systemu komputerowego w pociągu, Bond i Simonowa lecą na Kubę. W trakcie lotu ich środek transportu zostaje zestrzelony. Namierza ich Onatopp, którą jednak Bond zabija. Para następnie odkrywa ukrytą bazę pod jeziorem i przedostaje się do środka. Bond zostaje schwytany, gdy próbuje podłożyć ładunki wybuchowe i dowiaduje się od Trevelyana, że ten zamierza użyć GoldenEye do zniszczenia Londynu. Simonowej udaje się włamać do systemu satelity i przeprogramować go, aby zainicjować samozniszczenie. Griszenko próbuje cofnąć jej zmianę, jednak Bond uruchomia ładunek wybuchowy ukryty w długopisie, co umożliwia ucieczkę jemu i Natalii.
Aby zapobiec odzyskaniu przez Borysa kontroli nad satelitą, Bond blokuje przekładnie, poruszające talerzem ogromnej anteny. Trevelyan próbuje go powstrzymać, jednak nie udaje mu się to i Bond zrzuca go na dach centrum kontroli. Trevelyan przeżywa upadek, ale jest ciężko ranny. Simonowa ratuje Bonda przejętym helikopterem chwilę przed eksplozją anteny, która niszczy bazę i zabija jej personel. Gdy lądują na łące, przybywa Wade i zespół US Marines, którzy eskortują ich do bazy Guantanamo.

## Obsada
- Pierce Brosnan jako James Bond, agent MI6 posiadający status 00, dający mu licencję na zabijanie[6].
- Sean Bean jako Alec Trevelyan, początkowo agent MI6 ze statusem 00 i przyjaciel Bonda, a następnie, po sfingowaniu swojej śmierci, założyciel syndykatu przestępczego Janus[7].
- Izabella Scorupco jako Natalia Simonowa, programistka w laboratorium Severnaya[8].
- Famke Janssen jako Xenia Onatopp, gruzińska pilotka myśliwców i wspólniczka Trevelyana[9].
- Joe Don Baker jako Jack Wade, weteran CIA i sojusznik Bonda[10].
- Judi Dench jako M, szefowa MI6 i przełożona Bonda[11].

Ponadto w filmie wystąpili: Robbie Coltrane jako Walentin Żukowski, rosyjski gangster i były oficer KGB; Tchéky Karyo jako Dymitr Miszkin, rosyjski minister obrony; Gottfried John jako generał Arkadij Grigorowicz Orumow, dowódca rosyjskiej dywizji kosmicznej i agent Janusa; Alan Cumming jako Borys Griszenko, programista komputerowy w Severnaya, następnie powiązany z Janusem; Michael Kitchen jako Bill Tanner, szef sztabu MI6 i doradca M; Serena Gordon jako Caroline, pracowniczka MI6, którą Bond uwodzi na początku filmu; Minnie Driver jako Irina, kochanka Żukowskiego; Desmond Llewelyn jako Q, kwatermistrz MI6 zapewniający Bondowi sprzęt do pracy w terenie; Samantha Bond jako panna Moneypenny, asystentka i sekretarka M.

## Produkcja

### Rozwój projektu

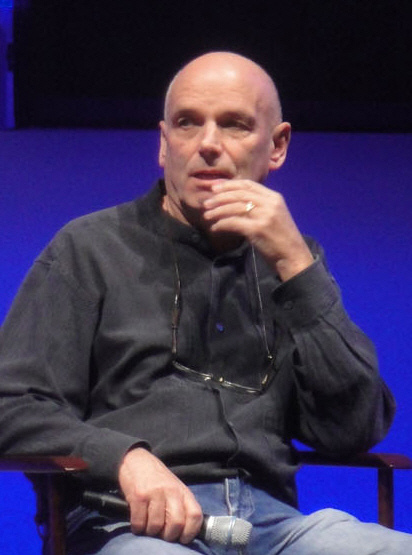
Martin Campbell, reżyser filmu

Po wydaniu Licencji na zabijanie w lipcu 1989 roku, w maju 1990 roku rozpoczęły się prace przedprodukcyjne nad siedemnastym filmem z serii i trzecim, w którym wystąpi Timothy Dalton (wypełniając swój kontrakt). Plakat planowanego wówczas filmu znalazł się nawet na hotelu Carlton podczas Festiwalu Filmowego w Cannes w 1990 roku. W sierpniu poinformowano, że producent Albert R. Broccoli zakończył współpracę z Richardem Maibaumem, który pracował nad scenariuszami wszystkich dotychczasowych filmów o Bondzie z wyjątkiem trzech, a także z reżyserem Johnem Glenem, odpowiedzialnym za poprzednie pięć odsłon serii. Broccoli wymieniał wśród możliwych kandydatów do reżyserii Johna Landisa, Teda Kotcheffa, Rogera Spottiswoode’a i Johna Byruma. Pasierb Broccoliego, Michael G. Wilson, napisał scenariusz, a Alfonse Ruggiero Jr. dokonał przeróbek. Produkcja miała rozpocząć się w 1990 roku w Hongkongu, a premiera miała nastąpić pod koniec 1991 roku. W wywiadzie z 2010 roku Dalton zdradził, że scenariusz był gotowy i „trwały rozmowy z reżyserami”, zanim projekt napotkał problemy, spowodowane sporami prawnymi między Metro-Goldwyn-Mayer, spółką macierzystą dystrybutora serii, United Artists, a Danjaq Broccoli's, właścicielami praw do filmów o Bondzie. W 1990 roku MGM/UA miało zostać sprzedane za 1,5 miliarda dolarów Qintexowi, australijsko-amerykańskiej firmie świadczącej usługi finansowe, jednak transakcja upadła. Następnie Giancarlo Parretti, dyrektor generalny firmy o nazwie Pathé Entertainment kupił MGM/UA za 1,2 miliarda dolarów, a następnie połączył firmy, tworząc MGM-Pathé Communications. Parretti zamierzał sprzedać prawa do dystrybucji, aby móc pobierać zaliczki na sfinansowanie wykupu. Obejmowało to międzynarodowe prawa do transmisji filmów o Bondzie po zaniżonych cenach, co doprowadziło do złożenia pozwu przez firmę Danjaq, która twierdziła, że licencjonowanie naruszało umowy dystrybucyjne, zawarte z United Artists w 1962 roku. Złożono pozwy wzajemne. Dalton, zapytany, co zrobi po rozstrzygnięciu sporu, powiedział, że prawdopodobnie nie wróci do swojej roli. Postępowanie Parettiego doprowadziło do bankructwa MGM-Pathé, a dodatkowe pozwy ostatecznie doprowadziły do przejęcia firmy przez Crédit Lyonnais w 1992 roku. Procesy o prawa do Bonda zostały rozstrzygnięte w grudniu 1992 roku, a przemianowane Metro-Goldwyn-Mayer, teraz prowadzone przez spółkę zależną Crédit Lyonnais, zaczęło prace nad siedemnastą odsłoną serii w 1993 roku. Broccoli nadal chciał, aby Dalton zagrał główną rolę, ale jego kontrakt wygasł w 1993 roku.
W maju 1993 roku MGM ogłosiło, że prace nad siedemnastym filmem o Jamesie Bondzie zostały wznowione i że za scenariusz odpowiadać ma Michael France. Z uwagi na pogarszający się stan zdrowia Alberta Broccolego, produkcję filmu nadzorowała jego córka, Barbara, a także Michael G. Wilson; Albert był natomiast konsultantem. Broccoli skontaktowała się z Daltonem, aby ponownie zapytać, czy powróci do swojej roli, a on powiedział, że jest otwarty na ten pomysł. W styczniu 1994 roku France skończył pisanie scenariusza, jednak produkcja została przesunięta. W kwietniu Dalton oficjalnie zrezygnował z roli. W wywiadzie z 2014 roku ujawnił, że zgadzał się z oczekiwaniami Broccoli, lecz nie mógł zobowiązać się do wystąpienia w czterech lub pięciu kolejnych filmach.
Jeffrey Caine został zatrudniony, aby przerobić scenariusz France’a. Caine zachował wiele z pomysłów France’a, ale dodał prolog przed napisami początkowymi i przerobił postać Trevelyana w sposób bliższy ostatecznej wersji filmu. Przeróbki wykonali też Kevin Wade oraz Bruce Feirstein, jednak tylko Feirstein oraz Caine zostali uwzględnieni w napisach końcowych.
GoldenEye był pierwszym filmem o Jamesie Bondzie, który został wyprodukowany po upadku Muru Berlińskiego, rozpadzie Związku Radzieckiego i zakończeniu zimnej wojny, przez co pojawiły się wątpliwości co do znaczenia tej postaci we współczesnym świecie. Niektórzy w branży filmowej uważali, że wznowienie serii byłoby „daremne” i że najlepiej pozostawić ją jako „ikonę przeszłości”. Producenci myśleli nawet o nowych pomysłach na serię, takich jak osadzenie filmu w latach 60., kobieta jako agent 007 lub ciemnoskóry James Bond. Ostatecznie zdecydowali się na powrót do podstaw serii, nie wzorując się na wrażliwym i opiekuńczym Bondzie z filmów z Daltonem ani na poprawności politycznej, która zaczęła być coraz bardziej obecna w ówczesnej dekadzie. Jedną z innowacji GoldenEye było obsadzenie w roli M kobiety, która szybko ustanawia swój autorytet, zauważając, że Bond jest „seksistowskim, mizoginistycznym dinozaurem” i „reliktem zimnej wojny”, co było nawiązaniem do tego, że Bond Brosnana jest mniej porywczy niż Bond Daltona z 1989 roku.
O wyreżyserowanie filmu poproszony został John Woo, jednak odmówił, stwierdzając jednocześnie, że jest zaszczycony propozycją. Pod uwagę brani byli także Michael Caton-Jones i Peter Medak. Ostatecznie producenci wybrali Nowozelandczyka, Martina Campbella.

### Casting
Do zastąpienia Daltona producenci wybrali Pierce’a Brosnana, który pierwotnie miał zastąpić Rogera Moore’a już w 1986 roku, lecz było to niemożliwe z powodu kontraktu na dalsze występy w serialu telewizyjnym Remington Steele. Został przedstawiony publiczności 8 czerwca 1994 roku podczas konferencji prasowej w Regent Palace Hotel. Przed negocjacjami z Brosnanem, pod uwagę brani byli m.in. Mel Gibson, Hugh Grant, Liam Neeson, Ralph Fiennes, a także Paul McGann, który był pierwszym wyborem studia do tej roli i zostałby on obsadzony w roli Bonda, gdyby Brosnan odrzucił propozycję. Rozważano także obsadzenie w roli Bonda Sharon Stone, aby nadać serii świeżości. Brosnan otrzymał za film 1,2 miliona dolarów, z całkowitego budżetu wynoszącego 60 milionów dolarów. Judi Dench została obsadzona jako M, zastępując Roberta Browna, co sprawiło, że był to pierwszy film z serii z kobietą w roli M. Uważa się, że decyzja ta została zainspirowana objęciem przez Stellę Rimington stanowiska szefowej MI5 w 1992 roku. Postać Aleca Trevelyana miała pierwotnie nazywać się „Augustus Trevelyan” i być postacią starszą oraz mentorem Bonda. Do zagrania tej roli rozważano wtedy Anthony’ego Hopkinsa i Alana Rickmana, ale obaj odrzucili propozycję. Ostatecznie postać przepisano na współpracownika Bonda i obsadzono w niej Seana Beana. John Rhys-Davies został poproszony o powtórzenie swojej roli generała Puszkina z filmu W obliczu śmierci, lecz finalnie postać została przepisana na ministra obrony Miszkina, którego zagrał Tchéky Karyo. Do roli dziewczyny Bonda pierwotnie poszukiwano Rosjanki, jednak twórcy nie mogli znaleźć odpowiedniej kandydatki. Po przesłuchaniu rolę powierzono Izabelli Scorupco.

### Zdjęcia

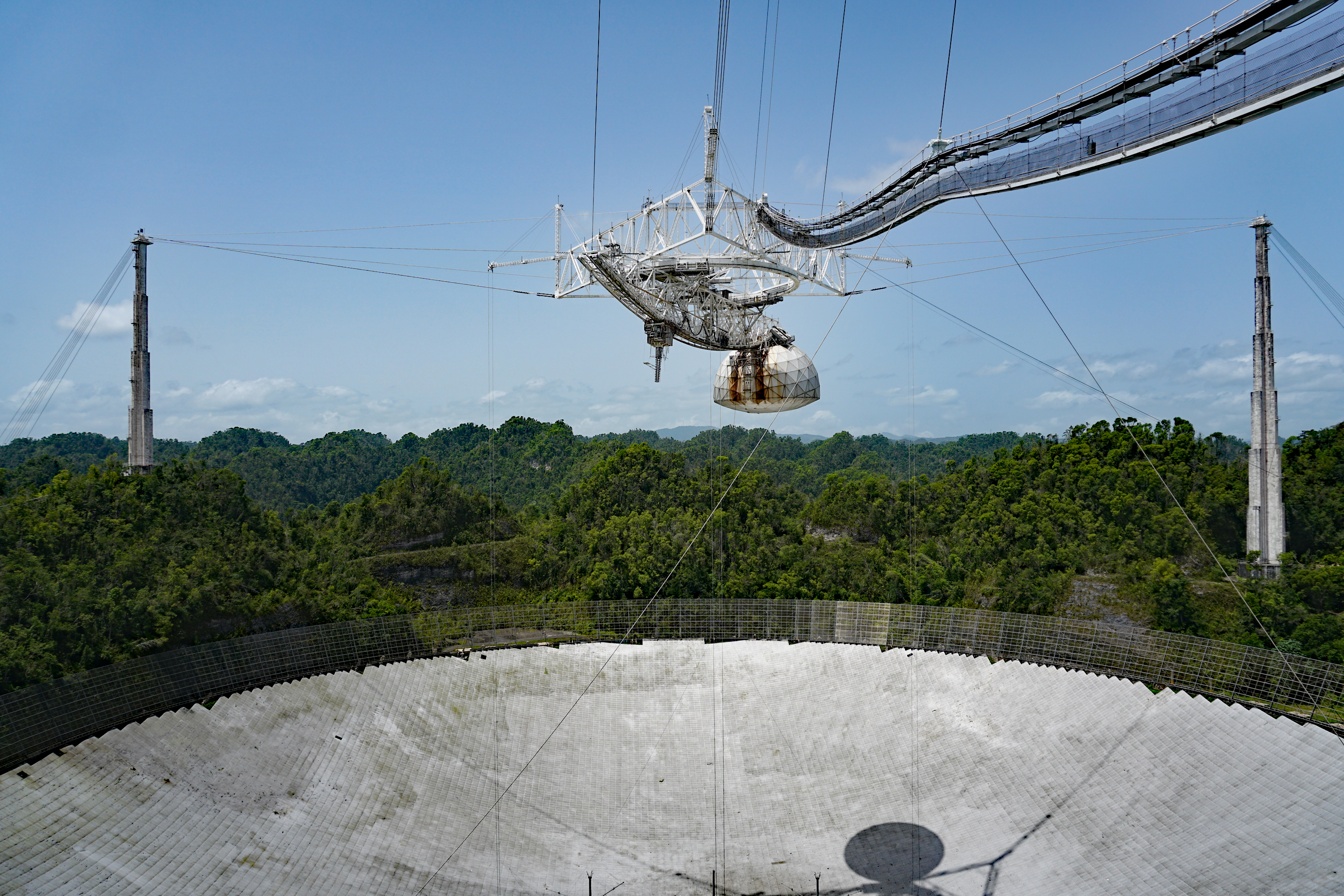
Obserwatorium Arecibo, użyte w filmie jako antena satelitarna

Okres zdjęciowy rozpoczął się 16 stycznia 1995 roku i trwał do 2 czerwca. Producenci nie mogli kręcić w Pinewood Studios, gdzie powstawały pozostałe filmy o Bondzie, ponieważ studio zostało zarezerwowane dla produkcji filmu Rycerz króla Artura. Stara fabryka Rolls-Royce’a na lotnisku Leavesden w Hertfordshire została więc przekształcona w nowe studio, które nazwano Leavesden Studios.
Skok na bungee został nakręcony nad zaporą Verzasca w Ticino w Szwajcarii. Sceny w kasynie oraz prezentacja helikoptera Tiger zostały nakręcone w Monte Carlo. Sekwencje pościgu za czołgiem sfilmowano w Petersburgu, natomiast kulminacyjne sceny na antenie satelitarnej nakręcono w Obserwatorium Arecibo w Portoryko. Siedziba MI6 w Londynie została wykorzystana do zewnętrznych ujęć biura M. Niektóre sceny dziejące się w Petersburgu zostały sfilmowane w Londynie, aby zmniejszyć koszty, a także w trosce o bezpieczeństwo. Francuska marynarka wojenna udostępniła ekipie produkcyjnej filmu fregatę „La Fayette” oraz swój najnowszy helikopter, Eurocopter Tiger. Francuski rząd zezwolił również na wykorzystanie logotypów marynarki wojennej w ramach kampanii promocyjnej. Producenci mieli jednak spór z francuskim ministerstwem obrony z powodu sprzeciwu Brosnana wobec francuskich testów broni jądrowej i jego zaangażowania w Greenpeace; w rezultacie francuska premiera filmu została odwołana.
Sekwencje z udziałem pociągu pancernego były kręcone na Nene Valley Railway, w pobliżu Peterborough w Anglii. Pociąg składał się z lokomotywy spalinowo-elektrycznej British Rail Class 20 i pary wagonów Mark 1, przygotowanych w taki sposób, aby przypominały rosyjski pociąg pancerny.
Montażem zajął się Terry Rawlings, za scenografię odpowiadał Michael Ford, a kostiumy zaprojektowała Lindy Hemming.

### Efekty specjalne i praktyczne
Był to ostatni film, przy którym pracował Derek Meddings, jemu też został on zadedykowany. Był to również pierwszy film z serii, w którym zastosowano efekty generowane komputerowo.
Gdy kręcono pościg pomiędzy Aston Martinem a Ferrari F355, do opon F355 przymocowano gwoździe, aby wprowadzić auto w poślizg, a podczas jednego z ujęć oba samochody się zderzyły.

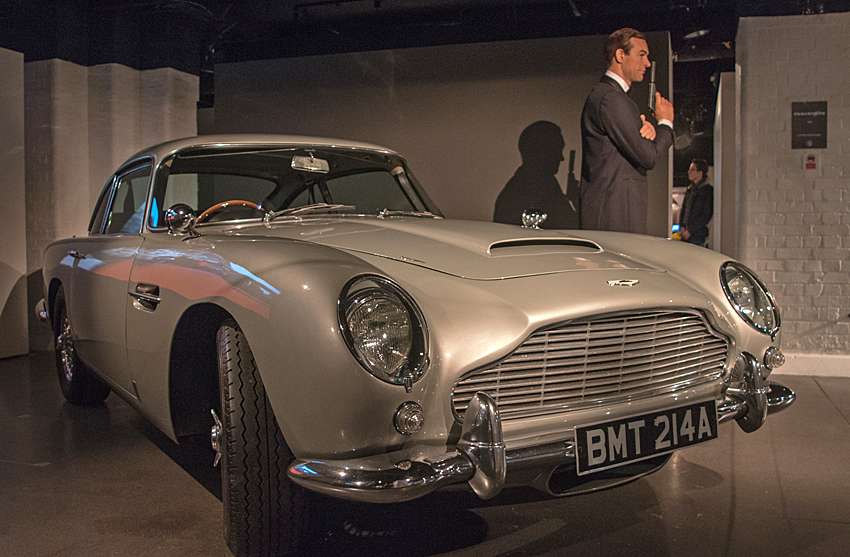
Aston Martin DB5, którym Bond jeździł w filmie

Największą sekwencją kaskaderską w filmie był pościg za czołgiem, którego nakręcenie zajęło około sześciu tygodni. Zdjęcia odbywały się częściowo w Petersburgu, a częściowo na pasie startowym w Leavesden. Cała sekwencja miała zostać wymyślona przez Chrisa Corboulda, nadzorcę efektów specjalnych, podczas spotkania przedprodukcyjnego, które trwało dziesięć minut. Rosyjski czołg T-54/T-55, wypożyczony z East England Military Museum, został zmodyfikowany poprzez dodanie pancerza z ładunkami wybuchowymi. Aby uniknąć zniszczenia nawierzchni na ulicach miasta, stalowe gąsienice T-54/55 zostały zastąpione gumowymi z brytyjskiego czołgu Chieftain.
Tworząc scenę walki Bonda i Trevelyana we wnętrzu, reżyser postanowił zainspirować się walką Bonda z Redem Grantem z filmu Pozdrowienia z Rosji. Brosnan i Bean wykonali większość akrobacji samodzielnie.
Sekwencja skoku na bungee otwierająca film została nakręcona na tamie na rzece Verzasca w Szwajcarii i wykonana przez Wayne’a Michaelsa. Uznano ją za najlepszy filmowy wyczyn kaskaderski wszech czasów w plebiscycie Sky Movies w 2002 roku. Ustanowiła także rekord najwyższego skoku na bungee ze stałej konstrukcji.
Upadek komunizmu w Rosji jest głównym tematem napisów otwierających film, opracowanych przez Daniela Kleinmana. Pokazują one upadek i zniszczenie kilku struktur związanych ze Związkiem Radzieckim, takich jak czerwona gwiazda, posągi komunistycznych przywódców oraz młot i sierp. Według Michaela G. Wilsona, niektóre partie komunistyczne protestowały przeciwko „niszczeniu symboli socjalizmu przez kobiety ubrane w bikini”, zwłaszcza niektóre partie indyjskie, które zagroziły bojkotem filmu.

## Marketing
Podczas kampanii reklamowych użyto najnowocześniejszych narzędzi fotomontażowych do stworzenia projektów plakatów, promujących powrót Bonda portretowanego przez Pierce’a Brosnana. Zostały one zaprojektowane przez Randi Braun i Earla Klasky’ego z fotografiami wykonanymi przez Johna Stoddarta, Terry’ego O’Neilla i Keitha Hamshere’a. Zespół produkcyjny działał pod kierownictwem Gordona Arnella i Johna Parkinsona. W Stanach Zjednoczonych pierwszy plakat przedstawiał zbliżenie na oczy Bonda kierującego swój pistolet w stronę widza. Nie wyświetlono logo filmu, jedynie napis „There is no substitute” oraz logo 007. Na rynek międzynarodowy wydano inną wersję plakatu, na którym pojawił się Pierce Brosnan trzymający pistolet, obok niego widniało logo 007, nad tym napis „You know the name. You know the number”. Tym razem wprowadzono też logo filmu.
W lipcu 1995 roku pojawił się pierwszy zwiastun filmu, dołączony do wydania filmu Gatunek. Zwiastun wyreżyserował Joe Nimziki.

### Lokowanie produktu

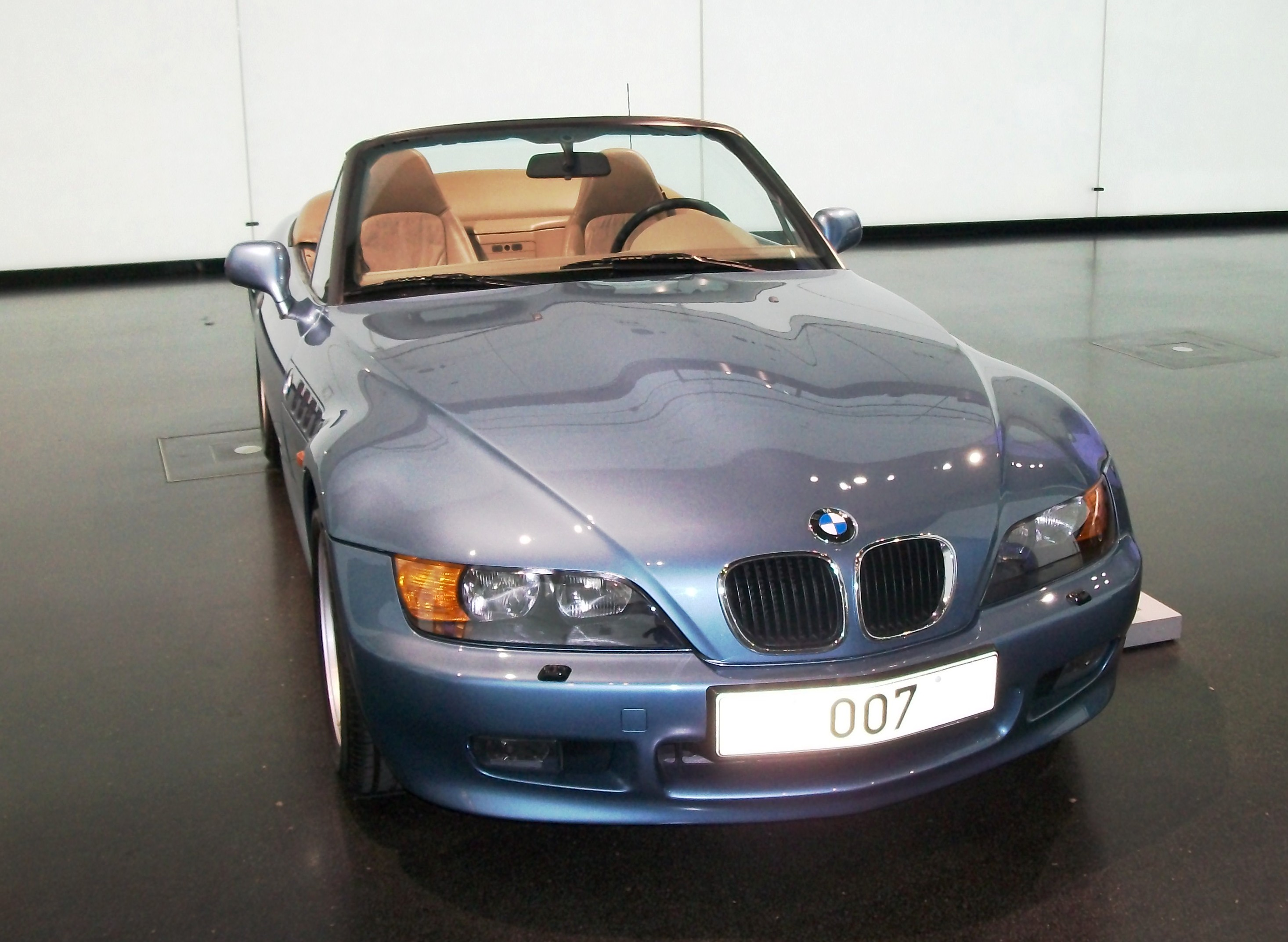
BMW Z3 użyte w filmie

Film był pierwszym z trzech, w którym obowiązywała umowa z BMW, więc producenci otrzymali najnowsze BMW Z3. W ramach reklamy samochodu, kilka pojazdów zostało wykorzystanych do przewiezienia dziennikarzy z restauracji Rainbow Room na premierę filmu w Radio City Music Hall.
Na potrzeby filmu kabriolet Z3 został wyposażony w typowe dla Q udoskonalenia, w tym funkcję samozniszczenia i pociski Stinger za reflektorami. W 2005 roku pojawienie się tej marki samochodu w filmie zostało wymienione przez magazyn „The Hollywood Reporter” jako jedno z najbardziej udanych lokowań produktu w ostatnich latach.
W filmie pojawia się zmodyfikowany zegarek Omega Seamaster Professional Diver 300M, służący jako urządzenie szpiegowskie ukrywające laser i pilot detonatora. Był to pierwszy raz, kiedy Bond został pokazany z zegarkiem firmy Omega. Od tego czasu nosił zegarki Omega w kolejnych produkcjach. Ciężarówka z napojami, przez którą przejechał czołg, była sygnowana logiem Pepsi, lecz puszki do sceny (ok. 90 000 sztuk) dostarczyła firma Perrier.

## Muzyka
Piosenka przewodnia filmu, „GoldenEye”, została napisana przez Bono i The Edge’a, a wykonała ją Tina Turner. Producenci nie współpracowali z Bono oraz Edge’em, więc ścieżka dźwiękowa filmu nie zawierała żadnej z melodii piosenki przewodniej, jak to miało miejsce w poprzednich filmach. Szwedzka grupa Ace of Base również napisała piosenkę, ale wytwórnia Arista Records zrezygnowała ze współpracy z zespołem, obawiając się negatywnych skutków, gdyby film okazał się klapą. Piosenka została następnie przerobiona w singiel „The Juvenile”.
Ścieżka dźwiękowa została skomponowana przez Érica Serrę. John Barry, który pracował nad muzyką przy poprzednich częściach powiedział, że dostał ofertę od Barbary Broccoli, ale odrzucił ją. Muzyka Serry spotkała się z krytyką, a Martin Campbell miał później wyrazić swoje rozczarowanie, powołując się na ograniczenia budżetowe i trudności we współpracy z Serrą. Ten miał wykazywać się niechęcią, gdy został poproszony o ponowne skomponowanie ścieżki dźwiękowej do pościgu za czołgiem w St. Petersburgu po tym, jak pierwotna wersja została odrzucona przez Campbella. Ostatecznie muzykę do tej sekwencji napisał John Altman.
| GoldenEye: Original Motion Picture Soundtrack from the United Artists film – 1995 | GoldenEye: Original Motion Picture Soundtrack from the United Artists film – 1995                  | GoldenEye: Original Motion Picture Soundtrack from the United Artists film – 1995 |
| Nr                                                                                | Tytuł utworu                                                                                       | Długość                                                                           |
| --------------------------------------------------------------------------------- | -------------------------------------------------------------------------------------------------- | --------------------------------------------------------------------------------- |
| 1.                                                                                | „GoldenEye”                                                                                        | 4:46                                                                              |
| 2.                                                                                | „The GoldenEye Overture: Half of Everything is Luck / The Other Half is Fate / For England, James” | 4:24                                                                              |
| 3.                                                                                | „Ladies First”                                                                                     | 2:44                                                                              |
| 4.                                                                                | „We Share the Same Passions: The Trip to Cuba / The Same Passions”                                 | 4:46                                                                              |
| 5.                                                                                | „Little Surprise for You: Xenia / D.M. Mishkin”                                                    | 2:02                                                                              |
| 6.                                                                                | „The Severnaya Suite: Among the Dead / Out of Hell / The Husky Tribe”                              | 2:07                                                                              |
| 7.                                                                                | „What Have You Done?”                                                                              | 2:14                                                                              |
| 8.                                                                                | „Shouldn't We Get to Know Each Other First?”                                                       | 1:21                                                                              |
| 9.                                                                                | „Our Lady of Smolensk”                                                                             | 1:01                                                                              |
| 10.                                                                               | „Whispering Statues: Whispers / Two Faced”                                                         | 3:26                                                                              |
| 11.                                                                               | „Run, Shoot, and Jump”                                                                             | 1:05                                                                              |
| 12.                                                                               | „A Pleasant Drive in St. Petersburg”                                                               | 4:28                                                                              |
| 13.                                                                               | „Fatal Weakness”                                                                                   | 4:43                                                                              |
| 14.                                                                               | „That's What Keeps You Alone”                                                                      | 3:17                                                                              |
| 15.                                                                               | „Dish out of Water: A Good Squeeze / The Antenna”                                                  | 3:57                                                                              |
| 16.                                                                               | „The Scale to Hell: Boris and the Lethal Pen / I Am Invincible”                                    | 3:43                                                                              |
| 17.                                                                               | „For Ever, James”                                                                                  | 2:01                                                                              |
| 18.                                                                               | „The Experience of Love”                                                                           | 5:57                                                                              |
|                                                                                   | | 58:02                                                                             |

## Wydanie
GoldenEye miał premierę 13 listopada 1995 roku w Radio City Music Hall. Dla szerszej publiczności w Stanach Zjednoczonych zadebiutował 17 listopada 1995 roku. Brytyjska premiera miała miejsce 21 listopada w Odeon Leicester Square, a do ogólnej dystrybucji film trafił tam trzy dni później. Pierce Brosnan zbojkotował francuską premierę, aby wesprzeć protest Greenpeace przeciwko francuskiemu programowi prób jądrowych. W Polsce GoldenEye zadebiutował 26 grudnia 1995 roku.
Z filmu wycięto niektóre brutalne sceny, aby otrzymał on przedział wiekowy PG-13 od MPAA i 12 od BBFC. Usunięto m.in. sekwencje uderzenia kuli w głowę Trevelyana, momenty postrzału pracowników na stacji Severnaya przez Onatopp oraz jej walki z Bondem w samochodzie. W 2006 roku film ponownie zmontowano na DVD i przywrócono wycięte sceny, powodując zmianę przedziału wiekowego od BBFC na 15. Wersja Blu-ray z systemem dźwięku DTS ukazała się w 2012 roku.

## Odbiór

### Box office
W Stanach Zjednoczonych i Kanadzie podczas weekendu otwarcia film zarobił ponad 26 milionów dolarów z 2667 kin. W Wielkiej Brytanii dochód z pierwszego tygodnia wyniósł 5,6 miliona dolarów z 448 kin, co było wówczas trzecim największym wynikiem w historii, za Parkiem Jurajskim i Batman Forever. Był to też czwarty co do wielkości światowy wynik brutto w 1995 roku i najbardziej udany film o Bondzie od czasu Moonrakera, uwzględniając inflację. Łącznie GoldenEye zarobił ponad 352,1 miliona dolarów, przy budżecie wynoszącym 60 milionów dolarów.
GoldenEye odnotował największy wzrost przychodów w stosunku do poprzedniej części ze wszystkich filmów o Bondzie. Jego łączny dochód był o 83% wyższy niż osiągnięty przez Licencję na zabijanie z 1989 roku.

### Reakcje krytyków
Film spotkał się z pozytywną reakcją krytyków. W serwisie Rotten Tomatoes 80% z 85 recenzji uznano za pozytywne, a średnia ocen wystawionych na ich podstawie wyniosła 7,1/10. Na agregatorze Metacritic średnia ważona ocen z 19 recenzji wyniosła 65 na 100 punktów. Według serwisu CinemaScore, zajmującego się mierzeniem atrakcyjności filmów w Stanach Zjednoczonych, publiczność przyznała mu ocenę „A-” w skali od A+ do F.
David Hunter z „The Hollywood Reporter” pochwalił grę aktorską i stwierdził, że „z dynamicznym wstępem, który pokazuje odnowioną energię serii, GoldenEye to dwie godziny dobrze wyważonego dreszczyku emocji, zaawansowanego technologicznie zamętu i jedynej w swoim rodzaju komedii”. Todd McCarthy z „Variety” napisał, że film „tchnie świeże twórcze i komercyjne życie” w serię, ale za rozczarowanie uznał ścieżkę dźwiękową. Pisząc na łamach „Chicago Sun-Times”, Roger Ebert przyznał filmowi 3 na 4 gwiazdki i stwierdził, że Bond Brosnana był „w jakiś sposób bardziej wrażliwy i bardziej psychologicznie kompletny” niż poprzedni. Tom Sonne z „The Sunday Times” uznał GoldenEye za najlepszy film o Bondzie od czasu Szpieg, który mnie kochał. 
Richard Schickel na łamach tygodnika „Time” stwierdził, że konwencje Bonda przetrwały na „chwiejących się kolanach”, natomiast Owen Gleiberman z „Entertainment Weekly” uznał, że seria „weszła w stan bliski wyczerpania”. Kenneth Turan z „Los Angeles Times” napisał o Bondzie jako „jednostce w średnim wieku, pragnącej za wszelką cenę udawać modną”. David Eimer z „Premiere” napisał, że „markowy humor jest praktycznie nieobecny” i że „GoldenEye nie jest klasycznym Bondem w jakimkolwiek wyobrażeniu”.
Piszący dla magazynu „Film” Jan Olszewski ocenił film jako „zrobiony z wielkim rozmachem, wielką troską o walory widowiskowe”, zarzucał jednak GoldenEye niedostateczny realizm scen kaskaderskich, który pozbawiał film napięcia; Olszewski ironizował, że „nie ma powodu do obaw, skoro Bond potrafi fruwać”. Z kolei Piotr Radecki z portalu Tele Magazyn wystawił filmowi maksymalną ilość punktów i pochwalił grę aktorską Scorupco, a o Brosnanie napisał, że „lokuje się gdzieś pomiędzy Connerym a Moore’em – bywa drapieżny jak pierwszy z nich, ale też lubi zabawić się jak ten drugi”. Miłosz Kłobukowski w retrospektywnym artykule na łamach „Kwartalnika Filmowego” uznawał GoldenEye za przełom w serii bondowskiej, zauważając, że Campbell „opowiedział historię językiem trafiającym w gusta i oczekiwania młodego widza wychowanego na Kinie Nowej Przygody oraz grach komputerowych. Przesunął akcenty z intrygi szpiegowskiej na rozmach realizacyjny, oszałamiające efekty specjalne i brawurowe sekwencje akcji”.

### Nagrody i nominacje
| Nagroda                               | Kategoria                                    | Nominowani                                                                    | Wynik     | Źródło          |
| ------------------------------------- | -------------------------------------------- | ----------------------------------------------------------------------------- | --------- | --------------- |
| Nagroda Brytyjskiej Akademii Filmowej | Najlepszy dźwięk                             | David John, Graham V. Hartstone, Jim Shields, John Hayward, Michael A. Carter | Nominacja | [ 141 ]         |
| Nagroda Brytyjskiej Akademii Filmowej | Najlepsze efekty specjalne                   | Chris Corbould, Derek Meddings, Brian Smithies                                | Nominacja | [ 141 ]         |
| Nagroda Saturn                        | Najlepszy film akcji / przygodowy / thriller | GoldenEye                                                                     | Nominacja | [ 142 ]         |
| Nagroda Saturn                        | Najlepszy aktor                              | Pierce Brosnan                                                                | Nominacja | [ 142 ]         |
| MTV Movie Award                       | Najlepsza scena walki                        | Pierce Brosnan, Famke Janssen                                                 | Nominacja | [ 143 ]         |
| MTV Movie Award                       | Najlepsza kanapka w filmie                   | kanapka z pomidorami i Provolone                                              | Nominacja | [ 144 ]         |
| BMI Film & TV Awards                  | Najlepsza ścieżka dźwiękowa                  | Éric Serra                                                                    | Wygrana   | [ 145 ] [ 146 ] |

## Kontynuacje
W 1997 roku został wydany film Jutro nie umiera nigdy. Swoje role powtórzyli Pierce Brosnan, Judi Dench, Joe Don Baker, Desmond Llewelyn oraz Samantha Bond, a postać złoczyńcy zagrał Jonathan Pryce. W 1999 roku ukazał się kolejny film, Świat to za mało. Ponownie w roli agenta 007 pojawił się Pierce Brosnan, a w roli M Judi Dench. Do roli Żukowskiego powrócił również Robbie Coltrane, a postać antagonisty zagrała Sophie Marceau. Ostatnim filmem z Pierce’em Brosnanem w roli Jamesa Bonda był Śmierć nadejdzie jutro z 2002 roku. Jako wróg Bonda pojawił się Toby Stephens. W 2005 roku Daniel Craig zastąpił Brosnana w roli Bonda. Aktor wystąpił w filmach: Casino Royale (2006), 007 Quantum of Solace (2008), Skyfall (2012), Spectre (2015) oraz Nie czas umierać (2021).

## W innych mediach
Film był inspiracją dla gry GoldenEye 007 na Nintendo 64 opracowanej przez Rare i wydanej przez Nintendo. Gra była chwalona przez krytyków, a w styczniu 2000 roku czytelnicy brytyjskiego magazynu „Computer and Video Games” wymienili ją na pierwszym miejscu listy stu najlepszych gier wideo. W magazynie „Edge” w 2003 roku gra została uwzględniona jako jedna z ich dziesięciu najlepszych strzelanek wszech czasów. Jest oparta na filmie, choć wiele misji zostało rozszerzonych lub zmodyfikowanych.
W 2004 roku Electronic Arts wydało GoldenEye: Rogue Agent, w której gracz nie wciela się w rolę tytułowego bohatera, a zamiast tego główną postacią jest agent Jonathan Hunter, znany pod kryptonimem „GoldenEye”. Z wyjątkiem pojawienia się Xenii Onatopp, gra nie była powiązana z filmem i zebrała mieszane recenzje krytyków.
W czerwcu 2010 roku Nintendo zapowiedziało remake GoldenEye 007. Jest to ponowne opowiedzenie historii z oryginalnego filmu, z Danielem Craigiem grającym rolę Bonda. Bruce Feirstein powrócił, aby napisać scenariusz, a Nicole Scherzinger zaśpiewała piosenkę przewodnią. Gra została opracowana przez Eurocom i opublikowana przez Activision dla Wii i Nintendo DS. Jej premiera miała miejsce w listopadzie 2010 roku. Zarówno wersja na DS, jak i na Wii w niewielkim stopniu przypomina oryginalną wersję na N64. W 2011 roku gra została przeniesiona na PlayStation 3 i Xbox 360 pod nazwą GoldenEye 007: Reloaded.